# Memorial del Detenido Desaparecido y del Ejecutado Político
El Memorial del Detenido Desaparecido y del Ejecutado Político recuerda a las víctimas de la dictadura militar chilena. Se encuentra ubicado en el Patio 102 del Cementerio General de Chile y se accede por una de las dos entradas ubicadas en Avenida Recoleta.
Para su construcción se conformó un grupo de trabajo integrado por el subsecretario del Interior, Belisario Velasco, y los artistas Claudio di Girolamo, Nemesio Antúnez y Francisco Gacitúa. El memorial fue inaugurado el 26 de febrero de 1994.
Está construido en mármol. Reza en su frontis un verso de «Canto a su amor desaparecido», de Raúl Zurita: Todo mi amor está aquí y se ha quedado pegado a las rocas, al mar, a las montañas.... En su ala izquierda aparece la lista de detenidos desaparecidos y en su ala derecha los nombres de ejecutados políticos. En el centro se encuentra tallado el nombre de Salvador Allende. Se aprecian dos estatuas al frente del memorial, realizadas por Francisco Gacitúa: la cara de un hombre y la de una mujer con los ojos cerrados.